# جنگ کروات‌ها-بوسنیایی‌ها
جنگ کروات‌ها-بوسنیایی‌ها (انگلیسی: Croat–Bosniak War) درگیری‌ای بود که از ۱۸ اکتبر ۱۹۹۲ تا ۲۳ فوریه ۱۹۹۴ میان جمهوری بوسنی و هرزگوین و جمهوری کروات بوسنی و هرزگوین (با حمایت کرواسی) اتفاق افتاد.غالباً از این جنگ با عنوان جنگی داخل جنگ نام‌برده میشود (جنگی درون جنگ بوسنی).
ابتدا بوسنیایی‌ها و کرواتها در یک جبهه با ارتش مردمی یوگسلاو و ارتش جمهوری صرب بوسنی می‌جنگیدند اما با پایان سال ۱۹۹۲ تنش میان این دو افزایش یافت.اولین درگیری‌ها در اکتبر ۱۹۹۲ در مرکز منطقه بوسنی و میان نیروهای بوسنیایی‌ و کرواتهای محلی صورت گرفت و به سرعت به منطقه هرزگوین نیز کشیده شد.در ۲۳ فوریه ۱۹۹۴ طرفین آتش‌بس کردند و موافقت‌نامه واشنگتن در ۱۸ مارس همان سال به این درگیری‌ها پایان داد.این موافقت‌نامه موجب تشکیل فدراسیون بوسنی و هرزگوین و اتحاد طرفین برای مقابله با نیروهای صرب شد.